# Alcantara (textile)
Pour les articles homonymes, voir Alcantara.
Alcantara est une marque déposée de cuir artificiel, ayant l'aspect du suède. C'est une fibre synthétique à base de polyester et de polyuréthane, respectivement à hauteur d'environ 68 et 32 %. Classé parmi les textiles non tissés, l'alcantara est fabriqué par l'alignement en nappe de fibres de polyester très fines, liées entre elles par l'apposition à chaud d'une résine de polyuréthane.
Il est conçu, produit et commercialisé par la société italienne homonyme Alcantara S.p.A. dans son établissement de Nera Montoro, hameau de Narni (province de Terni) en Ombrie.

## Étymologie et histoire
Alcantara est une antonomase de la marque commerciale déposée et enregistrée par la société homonyme Alcantara S.p.A,. Le nom dérive de la ville d'Alcántara, lui-même issu d'un mot arabe qui signifie « pont ».
En 1972, la compagnie italienne ENI collabore avec les japonais de Toray Industries pour produire sous le nom de société ANTOR S.p.A. le textile en question, découvert deux ans auparavant par le chercheur Miyoshi Okamoto, se basant sur une technologie comparable au textile produit précédemment par Toray sous le nom « Ultrasuede » (Ecsaine au Japon) . La société se renomme « IGANTO S.p.A. » en 1973 (acronyme d'« Italia Giappone ANic TOray »), puis finalement Alcantara S.p.A. en 1981. Toray possédait alors 49 % de parts et ENI 51 %. En 1995, ENI cède l'intégralité des parts de Alcantara S.p.A. aux japonais de Toray qui eux-mêmes vendent 30 % à leurs compatriotes du groupe Mitsui (sous le nom « MN Inter-Fashion Ltd. » en 2022).
L'Alcantara est aujourd'hui toujours produit « à 100 % » en Italie avec des matériaux bruts produits par Toray (fibres polymères, liants, etc.).

## Composition
L'alcantara est fabriqué par l'alignement en nappe de fibres de polyester très fines, liées entre elles par l'apposition à chaud d'une résine de polyuréthane (l'Alcantara n’a pas de fil de trame ni de fil de chaîne, étant un textile non tissé). Il est obtenu par la combinaison particulière d’un processus de filature, fibre synthétique bi-composant (polyester/polyuréthane) à très bas « titrage », et des processus de production textiles et chimiques comme « piquage », « grésage » (pour obtenir un aspect « peau de pêche »), « imprégnation », « extraction », « finition », « teinture », etc. ; afin d’obtenir un maximum de moelleux, de lavabilité et de facilité de confection comparativement aux tissus et peaux.

## Utilisation
L'alcantara est très employé en ameublement pour divans et coussins, dans l'habillement pour vestes et habits, en maroquinerie pour des sacs et valises, en tapisserie pour des intérieurs d'automobiles, en particulier pour les sièges et les volants, et dans tout le secteur de la mode et du high-tech.
Outre sa perméabilité à l'air et sa stabilité dimensionnelle, il présente une grande qualité : un toucher très agréable, semblable à celui du velours dont cependant il n'a pas la résistance dans le temps.